# أسيفالي (أسطورة)
أسيفالي (بالإنجليزية: Acephalia)‏ في الأساطير الأفريقية والميثولوجيا الليبية الأسيفالي هم عرق من الكائنات جاءت من ليبيا، رؤوسهم إما أنها مخلوعة من مكانها أو أنها مختفية في صدورهم. كانوا في البداية كائنات طبيعية، ولكنهم تشاجروا مع آلهتهم فكانت النتيجة أن قطعت رؤوسهم. فَمَن قُطِعَتْ رؤوسهم فإنهم يحملونها بين أيديهم، ومَن لم تقطع رؤوسهم، كانت مختفية بين اكتافهم. وقد وصفهم هيرودوت ويوسيفوس.